# SN 1997fb
SN 1997fb – supernowa typu Ia odkryta 31 grudnia 1997 roku w galaktyce A050114-3838. W momencie odkrycia miała maksymalną jasność 18,60m.